# Diana (mytologie)
Diana, latinsky Dīāna, je římská bohyně. Její původní funkce není zcela jasná, nejspíše se jednalo o ochránkyni žen a bohyni porodu, úzce byla také spojena s posvátnými háji a byla ochránkyní otroků. Její funkce bohyně měsíce a lovu však může být interpretatio graeca vzniklé ztotožněním s řeckou Artemidou. Přijala též Artemidinu mytologii a po jejím vzoru byla zobrazována jako lovkyně s lukem a toulcem, doprovázená loveckým psem či jelenem. Zároveň byla ztotožňována s řeckou Hekaté, domácími bohyněmi Lunou, Juno Lucinou a Trivií, a později, stejně jako další římské bohyně, pod jménem Dea Syria se syrskou Atargatis.
Římská Diana vychází z bohyně zvané Diana Nemorensis, ochranného božstva Latinského spolku, jejíž posvátný háj ležel u jezera Nemi v blízkosti města Aricie. Dianě Nemorensis sloužil jako kněz uprchlý otrok který zabil svého předchůdce. Po porážce Latinského spolku 496 př. n. l. byl zaveden Dianin kult v Římě. Její chrám na Aventinu byl podle tradice králem Serviem Tulliem. Založení chrámu a s tím spojená slavnost byla určena na 13. srpen, odpovídající hlavnímu svátku Diany Nemorensis. Socha umístěná v chrámu byla zhotovena po vzoru helénistické Artemidy z Efesu. Při lectisterniích v roce 399 př. n. l. byla ctěna v páru s Herkulem, zatímco později stejně jako její řecký protějškem byla párována s Apollem.

## Jméno
Jméno Diana souvisí s výrazem dius/divus „božstvo, božský“ a může být vykládáno jednoduše jako „božská“, stejně jako jméno zemědělské bohyně zvané Dea Dia „bohyně božská“. Jaan Puhvel rekonstruuje její původní jméno jako *Diviána. Výrazy diana, dius a divus původně vychází z praindoevropského *deiwós „bůh, božstvo“ a to zase z *diw/dyu „jasné nebe, denní světlo“. Jméno Diana tak má stejný původ jako běžné latinské výrazy deus „bůh“ a dies „den“, stejně jako jméno Jupiter.

## Funkce

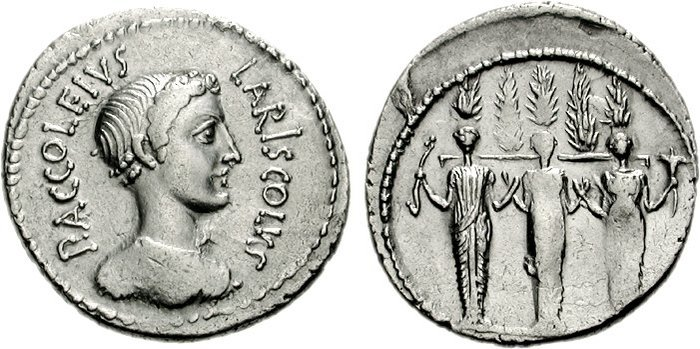
Denár P. A. Lariscola (43 př. n. l.), na rubu Diana Trivia či Nemorensis

Původní funkce Diany před jejím splynutím s Artemidou je nejasná a stala se předmětem mnoha hypotéz. Filolog Georg Wissowa v roce 1912 Dianu vyložil jako ochránkyni a pomocnici žen, především co se týče pohlavních nemocí, a odmítl že by měla původně i lunární a loveckou funkci. Jaan Puhvel v roce 1987 jí vyložil především jako bohyni porodu a lunárního cyklu, analogickou řecké Eileithýii a římské Juno Lucině. Naopak filoložka Carin Green v roce 2012 považovala funkce bohyně Měsíce a lovu za propojené.
Jako Diana Nemorensis byla ctěna v nemus Aricinum „aricinském háji“, běžným latinským slovem pro posvátný háj však není nemus, ale lucus související s luceo „zářit, svítit“. Tato spojitost byla známa již ve starověku, slovo však bylo vykládáno opačně, jako „nezářící“, v souvislosti s tmavou a stinnou povahou hájů. Dianino jméno může být také vykládáno jako „zářící“. Toto spojení protikladů světla a tmy se jasně objevuje v invokaci reginy nemorum „královny háje“ v Senecově Faidře, kde je vzývána jako bohyně osvětlující noc, ale přebývající v temnotách.
Dále byla bohyní otroků, což byla taktéž funkce pravděpodobně převzatatá od Diany Nemorensis. Její svátek 13. srpna byl také servorum dies „den otroků“, vysvětlována to bylo též tím že král Servius Tullius, který dal vystavět její římský chrám, byl synem otrokyně. Byla však také ve velké míře ctěna plebejci, kteří se podle Tita Livia v důsledku útisku dvakrát vystěhovali z města a našli útočiště v jejím chrámu.

## Chrámy
Nejznámější Dianin chrám, odznačovaný jako aedes či templum, se nacházel na Aventinu a jednalo se o nejstarší a nejdůležitější svatyni na tomto pahorku. Podle tradice byl založen již Serviem Tulliem, který shromáždil představitele měst Latinské ligy a přesvědčil k výstavě chrámu napodobující Artemidin chrám v Efesu. Během vlády císaře Augusta byl přebudován Luciem Cornificiem, poslední zpráva, která jej zmiňuje jako stojící pochází z 4. století. Aedes ležel nedaleko Thermae Suranae, tedy nejspíše kousek západně od dnešního kostela svaté Prisky. Den zasvěcení - 13. srpen, byl slaven po celé Itálii a to především otroky.
Mezi méně významné Dianini svatyně v Římě náležel:
- Aedes, chrám na Circu Flaminiu přislíbený roku 187. př. n. l. Marcem Aemiliem Lepidema jím zasvěcený roku 23. prosince 179 př. n. l.
- Sacellum, svatyně na Caeliu, zničena roku 98 konzulem Luciem Calpurniem Pisem Caesoninem
- Dianinum, svatyně na Esquilinu

## V umění a literatuře

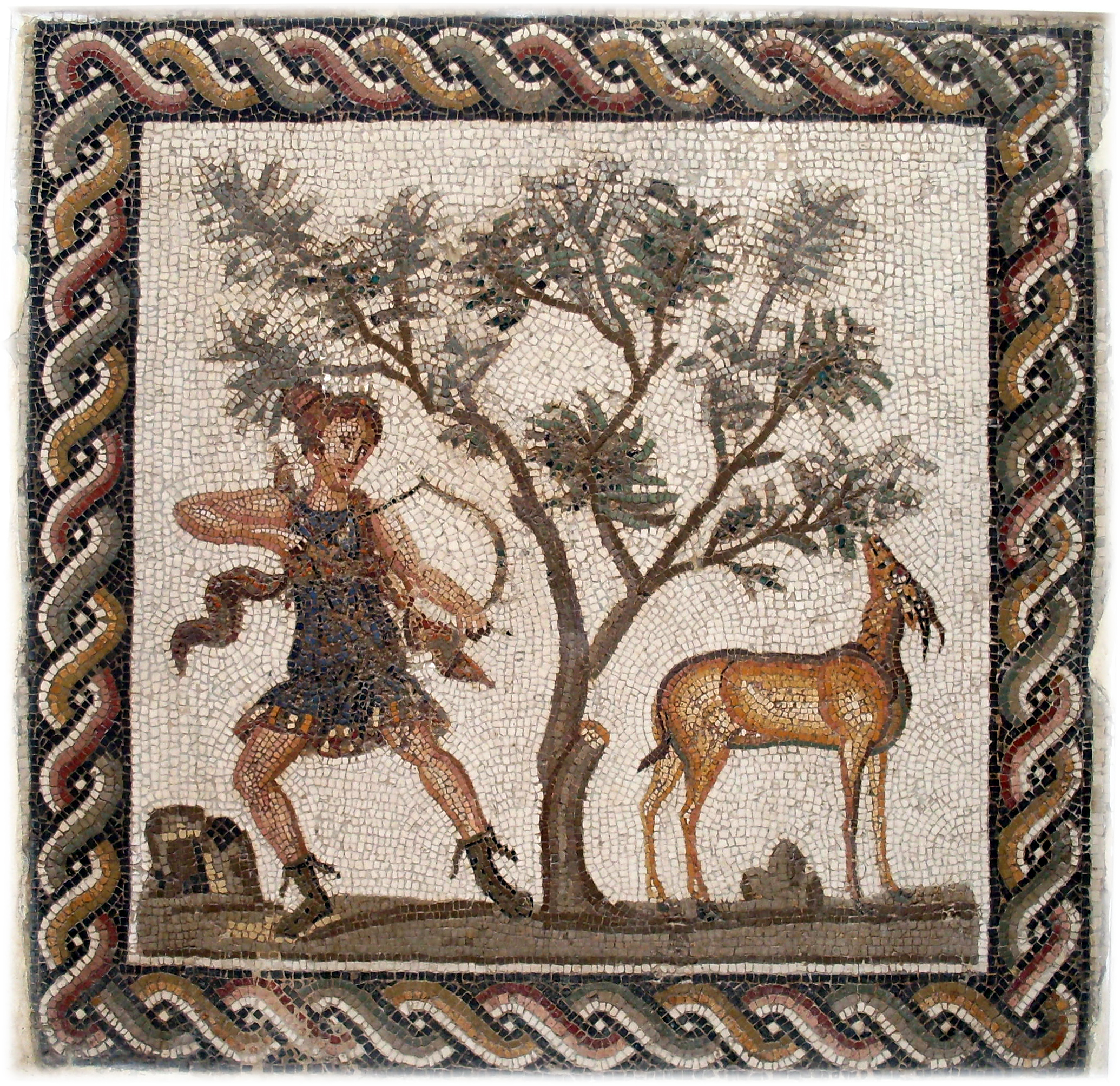
Diana na lovu (mozaika, kolem 270, Utica, Tunisko)

Téma Diany na lovu bylo nesmírně oblíbené v barokním malířství 17. a 18. století. Diana se připomíná v mnoha Shakespearových hrách, u romantiků a v Cocteauově filmu „Kráska a zvíře“ je to právě Dianina síla, která zvíře dokázala zkrotit a proměnit.